# Beaver (Virgínia de l'Oest)
Beaver és un lloc designat pel cens (CDP) al comtat de Raleigh (Virgínia Occidental, Estats Units) amb 1.129 habitants al cens del 2020.  Cynthia Rylant (n. 1954), autora infantil, passà part de la seva infància a Cool Ridge i part de la seva infància a Beaver.
Segons l'Oficina del Cens el CDP té una superfície de 11,4 km2 (4,4 milles quadrades), dels quals 11,4 km2 (4,4 milles quadrades) son terra ferma i el 0,23% és cobert per les aigües.
Segons el cens de l'any 2000 al CDP hi havia 1.378 persones, 602 llars i 388 famílies, resultant una densitat de 121,2 habitants /  km2 (313,7 hab. per milla quadrada). Hi havia 696 habitatges amb una densitat mitjana de 61,2 habitatges/km² (158,4 hab. per milla quadrada). Els perfil racial del CDP era d'un 98,77% de blancs, un 0,07% de negres, un 0,15% d'aborígens americans, un 0,94% d'asiàtics i un 0,07% de dues o més races. Els hispans o llatins de qualsevol raça eren el 0,51% de la població.
Hi havia 602 llars, en el 25,6% de les quals hi vivien menors de 18 anys, el 51,3% eren parelles casades vivint plegades, el 10,6% tenien una dona cap de família sense marit present i el 35,4% no eren famílies. El 30,1% de totes les llars eren ocupades per una sola persona, i el 13,5% ho eren per una sola persona de 65 anys o més. De mitjana a les llars hi vivien 2,26 persones augmentant a la 2,81 en el cas d'habitatges ocupats per famílies.
Al CDP la població es repartia en les següents classes etàries: un 21,8% menors de 18 anys, un 9,8% de 18 a 24 anys, un 27,2% de 25 a 44 anys, un 25,7% de 45 a 64 anys i un 15,5% de 65 anys o més. L'edat mediana era de 39 anys. Per cada 100 dones hi havia 91,4 homes. Per cada 100 dones de 18 anys o més hi havia 88,9 homes.
La renda mediana per llar al CDP era de 25.863 dòlars, i la renda mediana familiar era de 32.083 dòlars. Els homes tenien una renda mediana de 35.156 dòlars enfront dels 16.836 dòlars de la de les dones. La renda per capita del CDP era de 16.694 dòlars. Un 9,2% de les famílies i el 16,6% de la població estaven per sota del llindar de pobresa, entre aquests el 20,6% dels menors de 18 anys i el 10,0% dels majors de 65 anys.